# Csővár
Csővár (szlovákul Čuvár) község Pest vármegyében, a Váci járásban.

## Fekvése
Csővár Budapestről a 2-es főúton és az M2-es autóúton közelíthető meg; mindkettőről Vác déli részén kell letérni keleti irányban a 2106-os úton; a település Váctól keletre 19 kilométerre, a Cserhát hegység lábánál, közel a Naszály-hegyhez található. A 2106-os út épp csak érinti a falut, a központjába a 21 121-es út vezet, amely a 19+300-as kilométerszelvénye közelében ágazik ki az előbbiből, északnyugat felé.

## Története
Csővár régi várát 1448–1461 között már említették, ekkor a Ráskayak kezén volt. Az alatta levő falu a 15. században a váci püspöké volt, 1460-ban Szadai Reichel Sebald, 1461-ben pedig Csóri Miklós volt Csővár kapitánya. A török megszállás alatt is lakott maradt. 1695-ben mint népes helységet 3/4 portával rótták meg. Az 1715–1720 évi összeírásokban nemes községként szerepelt. A falu birtokosai a Ráskayak után a Bosnyák, majd a Prónay család voltak. Az 1770. évi úrbéri rendezés alkalmával 27 másodosztályú jobbágytelket vettek fel az összeírásba, 1847-ben volt a tagosítás. A 19. század elején a Prónay, Vörös, a Divényi, a Horváth, a Posch és más családok, a 20. század elején pedig báró Prónay Dezső volt a település birtokosa.
1910-ben 623 lakosából 335 magyar, 288 szlovák volt. Ebből 93 római katolikus, 508 evangélikus, 20 izraelita volt.
A 20. század elején Pest-Pilis-Solt-Kiskun vármegye Váci járásához tartozott.

## Közélete

### Polgármesterei
- 1990–1994: Koren Mihály (FKgP-Faluvédő Kör)[3]
- 1994–1998: Koren Mihály (független)[4]
- 1998–2002: Dian József (független)[5]
- 2002–2006: Dian József (független)[6]
- 2006–2010: Dian József (független)[7]
- 2010–2014: Dian József (független)[8]
- 2014–2016: Nemecz Pálné (független)[9]
- 2016–2019: Nemecz Pálné (független)[10]
- 2019–2024: Nemecz Pálné (független)[11]
- 2024– : Nemecz Pálné (független)[1]

A településen 2016. július 10-én időközi polgármester-választást (és képviselő-testületi választást) tartottak, az előző képviselő-testület önfeloszlatása miatt. A választáson a hivatalban lévő polgármester is elindult, és sikerült is megerősítenie a pozícióját.

## Népesség
A település népességének változása:
| Lakosok száma | 633  | 631  | 597  | 598  | 612  | 606  | 617  |
|               | 2013 | 2014 | 2018 | 2021 | 2022 | 2023 | 2024 |

A 2011-es népszámlálás során a lakosok 93%-a magyarnak, 0,8% cigánynak, 0,3% németnek, 0,2% szerbnek, 51% szlováknak, 0,2% szlovénnek mondta magát (7% nem nyilatkozott; a kettős identitások miatt a végösszeg nagyobb lehet 100%-nál). A vallási megoszlás a következő volt: római katolikus 13,2%, református 3,2%, evangélikus 68,9%, felekezeten kívüli 2,2% (10,5% nem nyilatkozott).
2022-ben a lakosság 90,4%-a vallotta magát magyarnak, 19,8% szlováknak, 0,3% cigánynak, 0,2% németnek, 3,1% egyéb, nem hazai nemzetiségűnek (9,5% nem nyilatkozott; a kettős identitások miatt a végösszeg nagyobb lehet 100%-nál). Vallásuk szerint 50,8% volt evangélikus, 10,9% római katolikus, 2,6% református, 1,6% egyéb keresztény, 0,5% egyéb katolikus, 5,4% felekezeten kívüli (27,8% nem válaszolt).

## Látnivalók
- Evangélikus templom

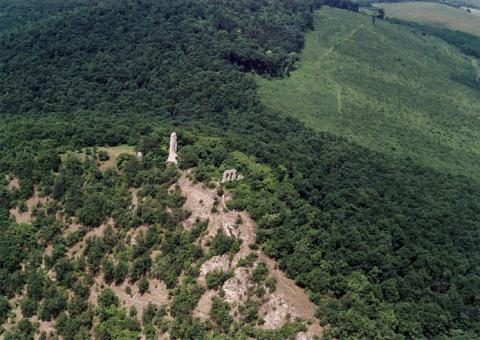
A vár romjai

Az 1650-es évek végén felvidéki evangélikusok telepedtek le itt. Első lelkészük Smidt Sebestyén volt. Csővár ma is látható evangélikus temploma 1826 és 1831 között épült. 23 méter magas tornyában három harang lakik.
- Várrom

A település hasonló nevű várát egy 1319-ből való oklevél említi először. A 15. század végén Corvin János tulajdona, majd Ráskai Balázs királyi tárnokmester reneszánsz lakóvárrá alakíttatta át. A törökök elleni végvári harcokban rommá vált.
- Vashegy

## Tömegközlekedés
- Helyközi autóbuszjárat:338